# Bitva o KTV Live
Kameraman hnutí Stačilo! a dezinformátor Ivan Smetana vyběhl v noci z 16. na 17.srpna 2025 na ulici v Lískovci u Frýdku-Místku jen v trenkách a s pistolí v ruce. Střílel z plynové pistole po dronu a ohrožoval přítomné lidi. Policie ho zadržela a obvinila z trestného činu vydírání, za které mu hrozí až osm let vězení.

## Přípravy
Okolo půlnoci z 16. na 17.srpna 2025 u bydliště kameramana hnutí Stačilo!, dlouholetého dezinformátora Ivana Smetany, se konal krátký happening na protest proti lžím, které dlouhodobě šíří o Miku Pánovi a Vojtěchu Pšenákovi (Pražský Pérák) prostřednictvím svého spolku KTV Live, z.s.. Součástí byl krátký ohňostroj točený dronem.

## Střelba
Po asi minutě od začátku z domu vyběhl Ivan Smetana jen v trenkách a s pistolí v ruce, dvakrát vystřelil, pravděpodobně po dronu a vyběhl na silnici, kde na Pražského Péráka a jeho kolegu pod pohrůžkou namířené střelné zbraně přinutil sednout do jejich auta a vyčkat. Po příjezdu prvosledové hlídky Policie ČR držel zbraň za zády a po asi minutě ji odhodil a následně se vzdal policistům v plné balistické ochraně se samopaly. Byl převezen na 1. OOK SKPV ve Frýdku Místku
Zbraň, ze které Smetana střílel a dožadoval se pomocí ní klidu v ulici, byla nakonec plynová pistole.

## Obvinění
Dle slov policejní mluvčí, Frýdecko-místečtí kriminalisté zahájili vůči zadrženému muži úkony trestního řízení pro podezření ze spáchání přečinu nebezpečné vyhrožování, právní kvalifikace se však může změnit. I nadále v rámci trestního řízení intenzivně prověřují veškeré okolnosti celé události, probíhají procesní úkony,
Během nedělního podvečera 17.srpna 2025 policie Smetanu obvinila z trestného činu vydírání. „Stalo se tak na základě zadokumentovaných skutečností. Trestní zákoník stanoví za uvedené jednání trest odnětí svobody na dva až osm let. Trestní stíhání obviněného je vedeno na svobodě. Kriminalisté i nadále pokračují v úkonech trestního řízení,“ podotkla policejní mluvčí.

## Vyjádření politiků, politických stran a svědků

#### Tomáš Zdechovský
17.8.2025 na platformě X (sociální síť):
"Další magor!! Kameraman @Hnuti_STACILO Smetana šel střílet v noci po dronu. Kam na tyto psychopaty komouši chodí?!"

#### Občanská demokratická strana
17.8.2025 na platformě X (sociální síť):
"Stačilo! Už nestřílí jen slovy. Tentokrát jejich dvorní kameraman a dezinformátor Ivan Smetana vyměnil objektiv za pistoli a rozhodl se zahrát si na akčního hrdinu přímo na ulici ve Frýdku-Místku. Je to tak absurdní, že by i scénáristé béčkových filmů zvedli obočí. Kolik průšvihů tito revolucionáři z Wishe ještě udělají?"

#### Pražský Pérák (Vojtěch Pšenák)
17.8.2025 na platformě X (sociální síť):
"VYJÁDŘENÍ K ZADRŽENÍ IVANA SMETANY
Okolo půlnoci z 16.8. na 17.8. jsem u bydliště dvorního kameramana hnutí Stačilo!, dlouholetého dezinformátora pana Smetany, chtěl provést krátký happening na protest proti lžím, které o mně a mých přátelích dlouhodobě šíří prostřednictvím svého spolku KTV Live, z.s.. Součástí byl krátký ohňostroj točený dronem. Po asi minutě od začátku z domu vyběhl pan Smetana v trenkách a s pistolí v ruce, dvakrát vystřelil pravděpodobně po dronu a vyběhl na silnici, kde mně a mého kolegu pod pohrůžkou namířené střelné zbraně přinutil sednout do našeho auta a “vyčkat”. Po příjezdu prvosledové hlídky držel zbraň za zády a po asi minutě ji odhodil a následně se vzdal policistům v plné balistické ochraně se samopaly. Byl převezen na 1. OOK SKPV ve Frýdku Místku, ke skutku jsem byl já s kolegy vyslechnut, po celou dobu dobrovolně a z naší vlastní vůle, tedy s výjimkou pachatele Smetany jsme již všichni propuštěni."

## Dohra

Ivan Smetana

Během nedělního podvečera 17.srpna 2025 policie Smetanu obvinila z trestného činu vydírání. „Stalo se tak na základě zadokumentovaných skutečností. Trestní zákoník stanoví za uvedené jednání trest odnětí svobody na dva až osm let. Trestní stíhání obviněného je vedeno na svobodě. Kriminalisté i nadále pokračují v úkonech trestního řízení,“ podotkla policejní mluvčí.
Ivan Smetana naplánoval na 25.sprna 2025 od 13:00 v press centru Česká tiskové kanceláře tiskovou konferenci, kde přednese své prohlášení k událostem z noci z 16. na 17.srpna 2025.  